# Eberhard Bopst
Eberhard Bopst (25 de Dezembro de 1913 - 12 de Outubro de 1942) foi um comandante de U-Boot que serviu na Kriegsmarine durante a Segunda Guerra Mundial.